# Cyclophora arcufera
Cyclophora arcufera là một loài bướm đêm trong họ Geometridae.